# Alfonso del Rivero y Aguirre
Alfonso del Rivero y Aguirre, iv conde de Limpias (Madrid, 1 de febrero de 1909-13 de enero de 1990) fue un noble y banquero español. 

## Biografía
Nacido en Madrid en 1909, hijo de Ramón del Rivero y Miranda, político conservador y monárquico, senador del Reino,   alcalde de Madrid y Mayordomo de semana de Alfonso XIII desde 1905. 
Nombrado cajero del Banco de España en París durante la Segunda República española, colaboró con el Consejo del Banco de España en Burgos, territorio sublevado, junto a Pedro Pan o Ramón Artigas.  Fue separado del cargo de manera fulminante el 14 de agosto de 1936. 